# Шанов (Знојмо)
Шанов (чеш. Šanov) је насељено мјесто са административним статусом сеоске општине (чеш. obec) у округу Знојмо, у Јужноморавском крају, Чешка Република.

## Становништво
Према подацима о броју становника из 2014. године насеље је имало 1.520 становника.